# Ocean Acres
Ocean Acres é uma Região censo-designada localizada no estado americano de Nova Jérsei, no Condado de Ocean.

## Demografia
Segundo o censo americano de 2000, a sua população era de 13.155 habitantes.

## Geografia
De acordo com o United States Census Bureau tem uma área de
15,4 km², dos quais 15,2 km² cobertos por terra e 0,2 km² cobertos por água.

## Localidades na vizinhança
O diagrama seguinte representa as localidades num raio de 16 km ao redor de Ocean Acres.